# Elier Pozo
Elier Pozo Ballona (Consolación del Sur, 28 gennaio 1995) è un calciatore cubano, portiere del Pinar del Río e della Nazionale cubana.

## Carriera

### Nazionale
Ha debuttato in Nazionale l'11 dicembre 2015, nell'amichevole Nicaragua-Cuba (1-0). Ha partecipato, con la Nazionale, alla CONCACAF Gold Cup 2019.